# Jakob Kesselhut
Jakob Kesselhut (* unbekannt in Seeheim; † 6. Januar 1610 in Darmstadt) war ein deutscher Steinmetz und Baumeister.

## Leben
Jakob Kesselhut stammte vermutlich aus Seeheim an der Bergstraße. Er wurde erstmals 1558 erwähnt. Zu dieser Zeit war er als Steinmetz beim Bau des Darmstädter Schlosses tätig. 1569 wurde er Hofbaumeister unter Landgraf Georg I. (1547–1596). Von 1577 bis 1581 war er zudem Bauschreiber des Landgrafen.
Als Hofbaumeister errichtete er für die Familie von Georg I. eine Reihe repräsentativer Bauten. Hierzu zählen das Schloss Lichtenberg (1570–1581), ein Lusthaus im Herrngarten (1572/73), das für die Heimführung seiner Gattin Gräfin Magdalene zur Lippe errichtet wurde. Außerdem entstand ein Jagdhof (1574/75) sowie das Jagdschloss Kranichstein bei Darmstadt. Von 1578 bis 1580 baute Jakob Kesselhut das frühere Hofgut Kranichrod bei Kranichstein zu einem fürstlichen Jagdschloss um.
Bereits 1574 war Kesselhut für den Aus- und Umbau der Bessunger Kirche verantwortlich. Die Kosten beliefen sich auf 2000 Gulden.
Landgraf Georg I. übertrug 1582 das Bauamt an den Hofzimmermeister Jakob Wustmann und übernahm Kesselhut in die allgemeine Verwaltung. In dieser Zeit war Kesselhut zunächst zuständig für das Hofgut in Kranichstein, ab 1590 dann insgesamt für die Darmstädter Kellerei.
Ab 1595 errichtete Kesselhut im Auftrag des Landgrafen einen dreigeschossigen Winkelbau im Darmstädter Schloss, den sogenannten Kirchen- und Kaisersaalbau. Die Fertigstellung dieses Gebäudes 1597 erlebte der Auftraggeber nicht mehr. Ab 1598/99 arbeitete Kesselhut am Darmstädter Rathaus, das 1601 fertiggestellt wurde.

## Ehrungen
1967 wurde eine Straße in Darmstadt-Kranichstein nach ihm benannt: Kesselhutweg.